# Når dagen roper
Når dagen roper är ett musikalbum av Anne Grete Preus, utgivet som CD av skivbolaget Warner Music Norway. Albumet återutgavs 2013 som LP.

## Låtlista
1. "Vår i meg" – 3:40
2. "Kom oftere, kom!" – 4:27
3. "Åndelig matematikk" – 3:27
4. "Gjenkjent" – 3:17
5. "Min venn tomhendt" – 4:08
6. "Møtested" – 4:15
7. "Ennå ikke mørkt" ("Not Dark Yet" av Bob Dylan, norsk text: Anne Grete Preus) – 4:36
8. "Bare for en stund" – 4:20
9. "Limtuben (nyttårsforsett)" – 3:54
10. "Send meg en drøm" – 4:10
11. "Når dagen roper" – 4:22

- Alla låtar skrivna av Anne Grete Preus där inget annat anges.

## Medverkande
Musiker
- Anne Grete Preus – sång, gitarr
- Hallgrim Bratberg – gitarr, keyboard
- Thomas Tofte – basgitarr
- Erland Dahlen – trummor
- Vidar Johnsen – sång
- Orkester – div. instrument

Produktion
- Georg "Jojje" Wadenius – musikproducent, ljudtekniker
- Helge Sunde – arrangement
- Erlend Skomsvoll – arrangement
- Ulf Holand – ljudmix
- Espen Berg – mastering
- Björn Engelmann – mastering
- Herborg Pedersen – foto
- Magnus Rakeng – omslagsdesign